# Gloria Stuart
Gloria Frances Stuart (nacida Stewart; Santa Mónica, California, 4 de julio de 1910-Los Ángeles, California, 26 de septiembre de 2010) fue una actriz estadounidense que adquirió reconocimiento internacional por su interpretación del papel de Rose DeWitt Bukater de mayor en la película Titanic (1997). Desarrolló una carrera que se extendió por 72 años, en la que adquirió popularidad principalmente como actriz de cine.
Luego de obtener breves papeles cinematográficos, ganó la atención de la prensa pública cuando fue seleccionada como una de las WAMPAS Baby Stars. Esto llevó a que Stuart fuera contratada por Universal Studios en su juventud, con la que realizó más de una docena de películas; durante esa etapa se destacan sus participaciones en The Old Dark House (1932), The Kiss Before the Mirror (1933) y El hombre invisible (1933), las tres dirigidas por James Whale. Después de abandonar Universal, firmó contratos con diferentes compañías cinematográficas, que inicialmente la lanzaron como actriz en películas de comedia. 
Se retiró de la actuación en la década de 1940, aunque retomó su carrera en 1976. Dirigida por James Cameron, intervino en Titanic (1997), protagonizada por Leonardo DiCaprio y Kate Winslet (quien interpreta el mismo rol de joven). Por su papel en aquella película, fue nominada al Óscar a la mejor actriz de reparto a sus 87 años. Tras el éxito de la misma, Stuart apareció en el cine y la televisión con personajes importantes hasta su retiro definitivo como actriz en 2004. Al momento de su muerte, contaba con aproximadamente 50 películas filmadas.

## Biografía
Gloria Frances Stewart nació en Santa Mónica, California, en 1910. Después de actuar en grupos de teatro universitarios y otras producciones de aficionados, Stewart firmó un contrato con los estudios Universal en 1932.
Debido a su atractivo, interpretó gran cantidad de papeles y fue una de las actrices predilectas del director de cine James Whale, apareciendo en películas como El caserón de las sombras (1932), El hombre invisible (1933) y Un beso ante el espejo (1933).
Poco después cambió de compañía y firmó contrato con la 20th Century Fox. A finales de la década de 1930, había protagonizado más de 40 títulos, incluyendo Escándalos romanos (1933), de Leo McCarey, y Rebecca of Sunnybrook Farm (Rebeca, la de la granja del sol) (1938), de Allan Dwan, aunque no había llegado a convertirse en una gran estrella. Algunos de sus compañeros de rodaje en esa década fueron actores de la talla de Lionel Barrymore, Kay Francis, Claude Rains, Raymond Massey, Paul Lukas, John Boles, John Beal o Shirley Temple.

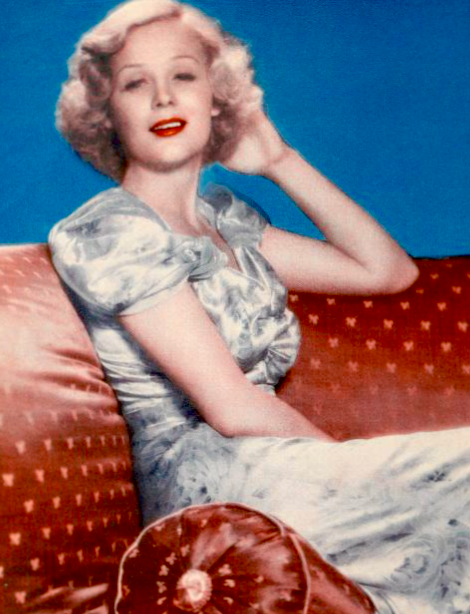
Stuart en 1937.

### Carrera interrumpida
En la década de 1940, continuaba como protagonista de varias películas, aunque sus apariciones se hicieron menos frecuentes. Se retiró de la actuación en 1946 para dedicarse a la pintura; cabe señalarse que varios de sus trabajos fueron exhibidos en galerías de arte estadounidenses y europeas. Sin embargo, continuó su carrera actoral a partir de 1975 y durante las siguientes tres décadas, apareciendo en cine y frecuentemente en televisión.

### Carrera posterior

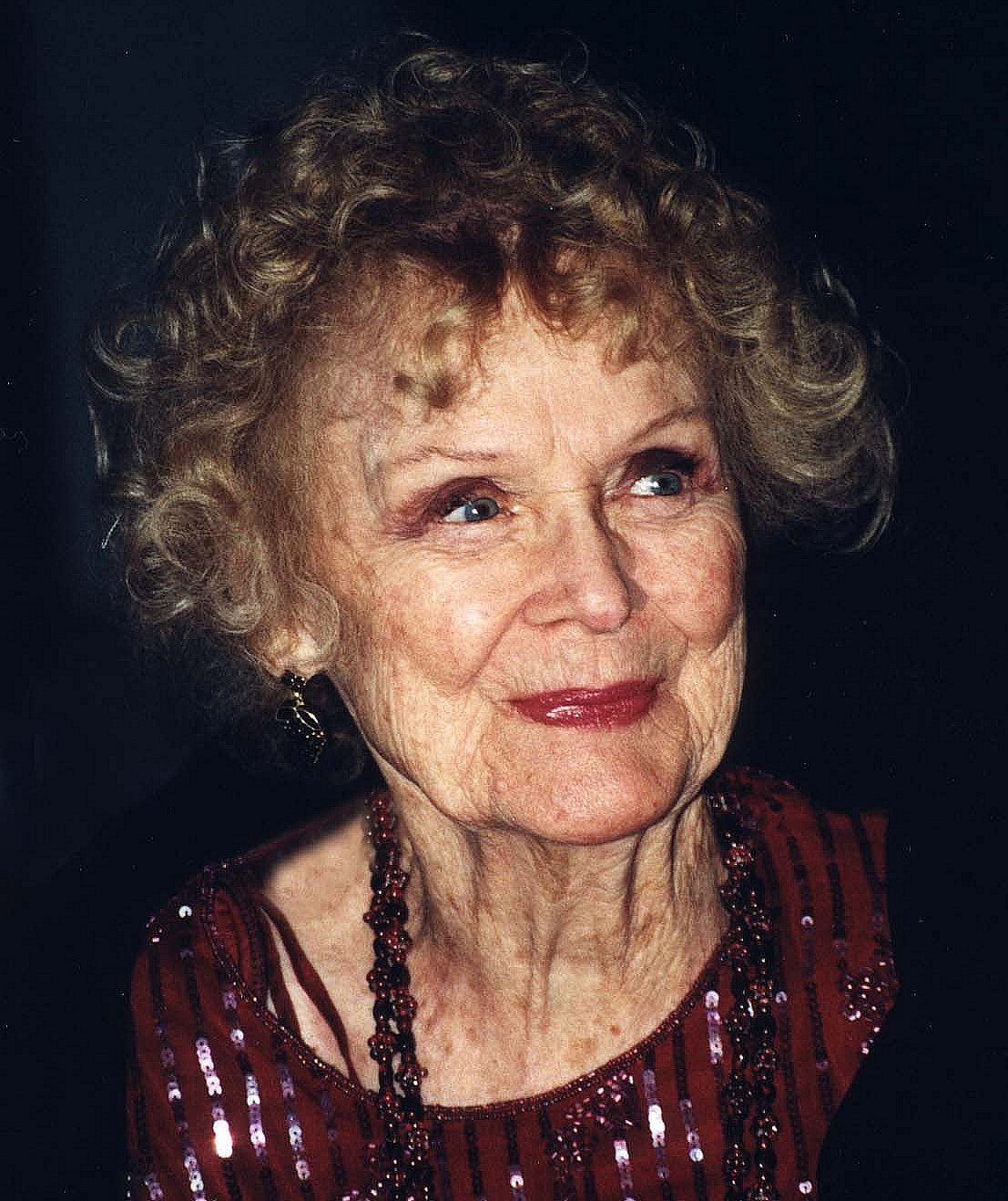
Stuart en los premios Kennedy del 2000.

Después de treinta años sin trabajar como actriz, volvió a interpretar en una película para la televisión de 1975, The Legend of Lizzie Borden, y a lo largo de los siguientes años hizo frecuentes incursiones en este medio. Su primera incursión en el cine después de cuarenta años fue en la película Mi año favorito (1982). En esa época, superó un cáncer de pecho.
Sin embargo, su mayor nivel de fama le llegaría años después, cuando en 1997 interpretó a la anciana de 100 años Rose DeWitt Bukater en la película Titanic. Por este papel fue nominada al premio Óscar a la mejor actriz de reparto, a sus 87 años. La película le devolvió la fama que ya casi tenía perdida. En aquel papel actuaba como la protagonista ya mayor y como narradora recordando el hundimiento del famoso transatlántico. También logró una nominación al Globo de Oro y se hizo con el galardón del Sindicato de Actores, que compartió con Kim Basinger.

### Muerte
Falleció el 26 de septiembre de 2010 en su residencia de Los Ángeles, a la edad de 100 años, tras serle diagnosticado cinco años antes un cáncer de pulmón.

## Filmografía

### Cine
| - Street of Women (1932) - Back Street (1932) - The All-American (1932) - The Old Dark House (1932) - Airmail (1932) - Laughter in Hell (1933) - Sweepings (1933) - Private Jones (1933) - The Kiss Before the Mirror (1933) - The Girl in 419 (1933) - It's Great to Be Alive (1933) - Secret of the Blue Room (1933) - El hombre invisible (1933) - Roman Scandals (1933) - Beloved (1934) - I Like It That Way (1934) - I'll Tell the World (1934) - The Love Captive (1934) - Here Comes the Navy (1934) - Gift of Gab (1934) - Maybe It's Love (1935) - Gold Diggers of 1935 (1935) - Laddie (1935) - Professional Soldier (1935) - Prisionero del odio (1936) - The Crime of Dr. Forbes (1936) - Poor Little Rich Girl (1936) | - 36 Hours to Kill (1936) - The Girl on the Front Page (1936) - Wanted: Jane Turner (1936) - Girl Overboard (1937) - The Lady Escapes (1937) - Life Begins in College (1937) - Change of Heart (1938) - Rebecca of Sunnybrook Farm (1938) - Island in the Sky (1938) - Keep Smiling (1938) - Time Out for Murder (1938) - The Lady Objects (1938) - The Three Musketeers (1939) - Winner Take All (1939) - It Could Happen to You (1939) - Here Comes Elmer (1943) - The Whistler (1944) - Enemy of Women (1944) - She Wrote the Book (1946) - Mi año favorito (1982) - Mass Appeal (1984) - Wildcats (1986) - Titanic (1997) - The Titanic Chronicles (1999) - The Love Letter (1999) - The Million Dollar Hotel (2000) - Land of Plenty (2004) |

### Televisión
| - The Legend of Lizzie Borden (1975) - Adventures of the Queen (1975) - The Waltons (1975) - Flood! (1976) - In the Glitter Palace (1977) - The Incredible Journey of Doctor Meg Laurel (1979) - The Best Place to Be (1979) - The Two Worlds of Jennie Logan (1979) - Merlene of the Movies (1981) | - The Violation of Sarah McDavid (1981) - Manimal (1983) - Murder, She Wrote (1987) - Shootdown (1988) - Murder, She Wrote: The Last Free Man (2001) - El hombre invisible (2001) - Touched by an Angel (2001) - General Hospital (2002-2003) - Miracles (2003) |

## Premios y distinciones
Premios Óscar
| Año  | Categoría               | Trabajo nominado | Resultado |
| ---- | ----------------------- | ---------------- | --------- |
| 1998 | Mejor actriz de reparto | Titanic          | Nominada  |

Globo de Oro
| Año  | Categoría               | Trabajo nominado | Resultado |
| ---- | ----------------------- | ---------------- | --------- |
| 1997 | Mejor actriz de reparto | Titanic          | Nominada  |

Premios del Sindicato de Actores
| Año  | Categoría               | Trabajo nominado | Resultado |
| ---- | ----------------------- | ---------------- | --------- |
| 1997 | Mejor reparto           | Titanic          | Nominada  |
| 1997 | Mejor actriz de reparto | Titanic          | Ganadora  |